# Quando Satana impugnò la Colt
Quando Satana impugnò la Colt (Manos torpes) è un film del 1970, diretto da Rafael Romero Marchent.

## Trama
Peter, si innamora di Dorothy, la figlia dei suoi padroni, promessa sposa di un ricco allevatore. Peter viene aiutato da un cacciatore di taglie che gli insegna a sparare. Peter decide di vendicarsi e di fuggire con Dorothy.